# Koloraturní soprán
Koloraturní soprán (italsky soprano di coloratura) je druh sopránového zpěvného hlasu, který se vyznačuje velkou lehkostí a pohyblivostí, zejména v nejvyšších polohách. V přeneseném významu se tak označují také zpěvačky s tímto typem hlasu.
Technicky nejvyspělejší pěvkyně (resp. také zpěváci) jsou schopny zazpívat nejnáročnější sledy virtuózních pěveckých ozdob.
Až do konce 19. století prakticky neexistovaly sopránové party bez koloraturních pasáží. Následně se tato technika stala téměř výhradní pro lehké a pohyblivé hlasy (pronikavé s jasnou barvou), čím se koloraturní soprán velmi přiblížil technice lehkého sopránu a v některých případech se tyto pojmy dokonce překrývají.

## Lehký soprán / soprano leggero
Je typický koloraturní soprán.

### Některé sopranistkyleggere
- Sumi Jo
- Kathleen Battle
- Anna Moffo
- Patrizia Ciofi
- Bidu Sayão
- Mariella Devia
- Susanna Rigacci
- Amelita Galli-Curci
- Toti Dal Monte
- Lily Pons
- Erna Sack
- Mado Robin
- Luciana Serra
- Luisa Tetrazzini
- Natalie Dessay
- Lucia Aliberti
- Stefania Bonfadelli
- Olga Pereťatko

## Lyrický koloraturní soprán
Kulatý a vřelý hlas, avšak se schopností rychlých koloraturních vokalíz. Množství rolí z počátku 19. století bylo napsáno pro tento typ hlasu, barvou příbuzného s dramatickým sopránem, avšak s méně tmavou barvou.

### Některé lyricko-koloraturní sopranistky
- Sumi Jo
- Desirée Rancatore
- Rita Streich
- Erna Sack
- Susanna Rigacci
- Natalie Dessay
- Mady Mesplé
- Lily Pons
- June Anderson
- Anna Moffo
- Lucia Aliberti
- Mariella Devia
- Bidu Sayão
- Edita Gruberová
- Lucia Popp
- Julia Ležněva
- Patricia Petibon
- Stefania Bonfadelli
- Eva Mei

### Role pro lyrický koloraturní soprán[1]
- Adina, Nápoj lásky (Donizetti)
- Adele, Netopýr (Johann Strauss ml.)
- Agrippina, Agrippina (Händel)
- Alcina, Alcina (Händel)
- Almira, Almira (Händel)
- Almirena, Rinaldo (Händel)
- Amenaide, Tancredi (Rossini)
- Amina, Náměsíčná (Bellini)
- Angelica, Orlando (Händel)
- Aspasia, Mitridates, král pontský (Mozart)
- Celia, Lucio Silla (Mozart)
- Cunegonde, Candide (Bernstein)
- Dalinda, Ariodante (Händel)
- Dorinda, Orlando (Händel)
- Elisa, Král pastýř (Mozart)
- Elizabeth Doe, The Ballad of Baby Doe (Douglas Moore)
- Elvira, Puritáni (Bellini)
- Elvira, Italka v Alžíru (Rossini)
- Gilda, Rigoletto (Verdi)
- Hanna Veselá vdova (Lehár)
- Ilia, Idomeneo (Mozart)
- Ismene, Mitridates, král pontský (Mozart)
- Julie, Romeo a Julie (Gounod)
- Královna noci, Kouzelná flétna (Mozart)
- Lakmé, Lakmé (Delibes)
- Léïla, Lovci perel (Bizet)
- Linda di Chamounix, Linda z Chamounix (Donizetti)
- Lisa, Náměsíčná (Bellini)
- Lucia, Lucie z Lammermooru (Donizetti)
- Madame Silberklang, Divadelní ředitel (Mozart)
- Marchesa Del Poggio, Jeden den králem (Verdi)
- Marguerite, Faust (Gounod)
- Marie, Dcera pluku (Donizetti)
- The Nightingale, The Nightingale (Slavík) (Stravinskij)
- Olympia, Hoffmannovy povídky (Offenbach)
- Ophélie, Hamlet (Thomas)
- Oscar, Maškarní ples (Verdi)
- Philine, Mignon (Thomas)
- Sesto, Julius Cézar (Händel)
- Šemachanská královna, Zlatý kohoutek (Rimskij-Korsakov)
- Sylvia, Ascanius v Albě (Mozart)
- Tamyris, Král pastýř (Mozart)
- Tytania, Sen noci svatojánské (Britten)
- Venus, Ascanius v Albě (Mozart)
- Violetta, La traviata (Verdi)
- Zerbinetta, Ariadna na Naxu (Richard Strauss)

## Dramatický koloraturní soprán
Jiným názvem také mladodramatický soprán je typ sopránu s vysokou pohyblivostí v rychlých pasážích spojený se silou srovnatelnou se spinto nebo dramatickým soprán. Různé koloraturní drammatica rolí kladou rozličné vysoké nároky na zpěvačku. Například hlas, vhodný pro interpretaci role Abigaille ve Verdiho Nabuccovi, se liší od hlasu vhodného pro Lucii v Donizettiho Lucia di Lammermoor, avšak oba musejí mít společnou schopnost přenést intenzivní dramatický náboj role a zároveň potřebnou pružnost. Role psané vysloveně pro tento typ hlasu zahrnují Mozartovy největší dramatické role a některé role raných oper Giuseppe Verdiho.

### Role pro mladodramatický soprán[1]
- Abigaille, Nabucco (Verdi)
- Elvira, Ernani (Verdi)
- Gulnara, Korzár (Verdi)
- Hélène, Jeruzalém (Verdi)
- Imogene, Il pirata (Bellini)
- Lady Macbeth, Macbeth (Verdi)
- Leonora, Trubadúr (Verdi)
- Lucia, Lucie z Lammermooru (Donizetti)
- Ines, Inés de Castro (Persiani)
- Madame Herz, Divadelní ředitel (Mozart)
- Mathilde, Vilém Tell (Rossini)
- Norma, Norma (Bellini)
- Semiramide, Semiramis (Rossini)
- Violetta, La traviata (Verdi)